# Camille Moury
Pour les articles homonymes, voir Moury.
Camille Moury  (Dour,23 juin 1873 - Dour, 6 février 1924 ), est un homme politique socialiste wallon du POB .
Camille Moury est issu d'une famille protestante de Dour, apprenti-ouvrier métallurgiste à l'Arsenal de Mons, actif dans le mouvement socialiste, il devient comptable à la coopérative ouvrière « Les socialistes réunis » de Dour puis, à partir de 1909 secrétaire permanent de la Fédération mutualiste « l’Avenir du Borinage ».
Élu conseiller communal de Dour en 1907, il sera élu échevin de sa commune en 1921.
Député suppléant en 1914, il devient député de la circonscription de Mons-Borinage en juillet 1919 à la suite du décès de Désiré Maroille, il le restera jusqu'à son décès en 1924, il fut remplacé par Philibert Verdure.
Une rue de Dour lui est dédiée.